# Жетысу (пилотажная группа)
«Ба́рсы Жетысу́» (рус. Барсы Семиречья) — пилотажная группа казахских ВВС. Группа летает на шести модернизированных самолётах Су-27, в частности на двухместной модификации Су-27 УБМ2 и одноместной модификации Су-27 БМ2. Все самолёты относятся к поколению 4+. Все используемые пилотажной группой самолёты являются боевыми и имеют приписку к действующим авиабазам ВВС Казахстана.

## История
Группа была сформирована в 2012 году из лётчиков элитного подразделения казахстанской истребительной авиации 604-й авиабазы в Талдыкоргане и 605-й авиабазы в Актау. Принимала участие в Международной выставке вооружения и военно-технического имущества KADEX в 2012, 2014 годах в Астане. Выполняет большой комплекс фигур высшего и сложного пилотажа.
Также «Барсы Семиречья» регулярно выступают на парадах вооружённых сил Казахстана и памятных мемориальных мероприятиях, посвящённых Второй мировой войне.
Название эскадрильи происходит от региона Семиречья в предгорье Заилийского Алатау, где расположен город Алма-Ата, рядом с границей Киргизии и КНР.

## Состав пилотажной группы
Командир пилотажной группы «Барсы Семиречья» — полковник Тимур Омаров. Он же является командиром 605-й авиабазы, на которой в данный момент базируется эта пилотажная группа. Также в состав группы входят: первый ведомый подполковник Нурлан Оразов, второй ведомый подполковник Арслан Галимов, хвостовой ведомый капитан Руслан Макадиев. Также в составе группы время от времени выступает командующий ВВС Казахстана генерал-майор Даурен Косанов.

## Особенности пилотажа
Фирменной фигурой пилотажа «Барсов Семиречья» является фигура роспуска[неизвестный термин] «Байтерек», включающая вертикальный подъём и короткий роспуск с отстрелом тепловых ловушек. Рисунок, который формируется в небе тепловыми ловушками, при этом повторяет очертания одноимённого монумента-символа столицы Казахстана Астаны.